# Patricia Reznikov
Patricia Reznikov née en 1962 à Paris est une écrivaine franco-américaine.

## Biographie

### Enfance et formation
Patricia Reznikov nait en 1962 à Paris. Elle est franco-américaine. Elle est diplômée de l'École nationale supérieure des beaux-arts de Paris. 

### Carrière
De 1987 à 2002, elle travaille comme illustratrice pour la presse, la publicité et l’édition (à l'agence Illustrissimo de 1992 à 2002). Parallèlement, elle écrit ses premiers textes : depuis 1994, elle publie romans, nouvelles, poèmes, pièces de théâtre et albums pour la jeunesse. Elle est également traductrice. 
Elle devient lectrice de textes français et anglophones pour une grande maison d’édition parisienne[réf. nécessaire]. Elle collabore également à la revue Verso ainsi qu'aux Lettres françaises de 2005 à 2014,. Elle travaille enfin à Lire/LeMagazine Littéraire, où elle a une chronique, et à Service littéraire.
Jurée de plusieurs prix littéraires français – prix Cabourg du roman, prix Charles-Oulmont de la Fondation de France, prix du premier roman et  grand prix RTL-LIRE-Magazine Littéraire –, elle est élue le 1er juin 2021 au jury du prix Femina, avec deux autres écrivaines,,.
Elle est également peintre.

#### Récompenses
Son premier roman, Toro, reçoit le prix France Culture du premier roman. Elle est également récompensée en 2008 par le prix Thyde Monnier de la SGDL et le prix Charles Oulmont pour Le Paon du jour, et en 2011 par le Prix Cazes-Lipp pour La Nuit n'éclaire pas tout. Le Songe du photographe est finaliste du prix Renaudot. Il reçoit également six prix.

## Œuvres

### Fiction
- Toro (roman), éditions de l’Arsenal, 1994. (retenu pour l’opération “1er roman/ 1re dramatique” de France Culture, 1994).
- Juste à la porte du jardin d’Eden (roman), Mercure de France, 2001. (sélectionné pour le Prix des Lectrices de ELLE, 2001).
- Mon teckel à roulettes est un philosophe (nouvelles), éditions du Rocher, 2004.
- Vie et mort en magasin (nouvelle), éditions du Rocher, 2004.
- Dieu a égaré mon numéro de téléphone (roman), Mercure de France, 2004. (finaliste du Prix Cazes-Lipp, 2005).
- Un tour sur les montagnes russes (nouvelle), éditions du Rocher, 2005.
- Le Paon du Jour (roman) éditions du Rocher, 2007, (finaliste du prix Valéry Larbaud, Bourse Thyde Monnier 2007 de la SGDL, Prix Charles Oulmont de la Fondation de France 2008).
- La Nuit n’éclaire pas tout (roman), éditions Albin Michel 2011, (Prix Cazes-Lipp 2011).
- La Transcendante (roman), éditions Albin Michel 2013, (sélectionné par le prix Fémina, sélectionné sur la 2e liste du prix Renaudot, Prix Révélation 2013 de la Forêt des Livres). Traduit en ukrainien "Tavro", aux éditions Pulsary, 2016.
- L'Oiseau de la vingt-quatrième heure (nouvelle) in 24 Histoires du Mans, collectif, éditions Belfond, 2017.
- Le Songe du photographe (roman), éditions Albin Michel 2017, sélectionné par le prix Femina, finaliste du prix Renaudot, sélection du Prix de la Porte Dorée du Musée de l'Immigration 2018, prix Albert Bichot 2017 du Salon Livres en Vignes, Grand Prix Mazars 2018, Prix de la 1re L du Lycée Saint-Dominique de Neuilly, Prix des Romancières 2018, Prix Marguerite Puhl-Demange 2018, Prix des Lycéens du Salon du Livre de Chaumont 2018.
- Amrita (roman), éditions Flammarion 2020.
- Alice au pays des femmes (roman), éditions Flammarion 2022, sélectionné sur les listes du prix Version Femina, du prix France Bleu-Page des Libraires et du prix Simone Veil.

### Essais
- Hermann Hesse in Le Livre d'où je viens, 16 écrivains racontent. Éditions du Castor Astral, 2012.
- I Colori di Massimo Arrighi (ouvrage collectif), Campanotto Editore, 2014.

### Théâtre
- Toro ou le voyage en Espagne. Dramatique pour France Culture, 1994.
- Femme de la Ville. "La Métaphore", revue du Théâtre National Lille Tourcoing. Éditions de la Différence, mars 1994.

### Poésie
- Ton monde est le mien, 39 poètes contemporains, anthologie. Ed. Du castor Astral, octobre 2009.

### Albums pour la jeunesse
- La boîte de thé rouge (texte et illustrations). Gallimard jeunesse/ Amnesty International, 2003.
- Le Chevalier des Rêves (texte et illustrations). Ed. Du Rocher jeunesse, 2005.
- La Véritable Nage Papillon (nouvelle). “Va y avoir du sport”, collectif, Gallimard Jeunesse/ L'Écrit du Cœur, 2006.
- Cerise Noire (texte) illustrations de Laurent Corvaisier, Thomas Jeunesse/Amnesty International, 2007.
- La Grande Invention d’Azule le Lutin (texte et illustrations), Thomas Jeunesse, 2008.
- L’Avenir, de Vincent Ravalec (illustrations.) Éditions Michel Lagarde 1997.
- Le courage de la jeune Inuit, de J.Pasquet (illustrations.) Albin Michel, 2003.
- Contes et légendes des fées et des princesses (illustrations.). Nathan, 2001.
- Contes et légendes des mille et une nuits (illustrations.). Nathan, 2004.
- Contes de chevaux, de R.Causse et N.Vézinet (illustrations.). Albin Michel, 2004.
- Écrire le Monde, la naissance des alphabets, de N.Cauwet (illustrations.). Ed. Belem, 2005. (finaliste du prix jeunesse France Télévision 2006; finaliste du prix Sorcières 2007; Prix Octogones /Ricochet 2006).
- Compter le monde, la naissance des chiffres, de N.Cauwet (illustrations.) Ed. Belem, 2006. (finaliste du prix Sorcières 2006)

### Traductions
- La Soupe de Kafka, une histoire complète de la littérature mondiale en 16 recettes (Moules marinière à la Italo Calvino et Sole à la dieppoise à la Jorge Luis Borges), de Mark Crick. Flammarion, 2006.
- La Baignoire de Goethe, bricoler avec les grands écrivains (Comment poser du papier peint avec Ernest Hemingway), de Mark Crick. Baker Street, 2008.
- Sisters Red de Jackson Pearce, éditions Albin Michel, 2011.
- Prières pour celles qui furent volées de Jennifer Clement, Éditions Flammarion 2014, (finaliste du prix Fémina 2014, Prix des Lectrices de Elle/Lycéennes 2015)
- Retour à Ellinghurst de Clare Clark, Editions Flammarion 2016.
- Balles perdues de Jennifer Clement, Éditions Flammarion 2018.